# دلهره (فیلم)
دلهره فیلمی ایرانی به کارگردانی و نویسندگی ساموئل خاچیکیان و تهیه‌کنندگی ژوزف واعظیان محصول سال ۱۳۴۱ است که آرمان و رضا بیک ایمانوردی به همراه ایرن زازیانس در آن نقش آفرینی کرده‌اند.

## خلاصه فیلم
بهروز همسر روشنک نیک نژاد، نویسندهٔ داستان‌های جنائی است و کارخانهٔ عموی روشنک را، که بر اثر حادثه‌ای در کارخانه اش کشته شده، اداره می‌کند، مردی به نام بابک که به عنوان خبرنگار به خانهٔ روشنک و بهروز آمده و تعدادی نامهٔ عاشقانه از روشنک در اختیار دارد زن را تهدید می‌کند که پنج نامه را در ازای پنجاه هزار تومان و نامهٔ ششم را در ازای هم بستر شدن با او در اختیارش خواهد گذاشت. روشنک پول را به بابک می‌دهد، اما قبل از آنکه مرد موفق شود به او دست درازی کند با شلیک گلوله بابک را از پا درمی‌آورد. روشنک به خانه بازمی‌گردد و چند بار با بابک، که کشته نشده، مواجه می‌شود و …

## تولد و نمایش
عوامل تولید فیلم عبارت هستند از:
- تهیه‌کننده: واعظیان
- فیلمنامه‌نویس و کارگردان: ساموئل خاچیکیان
- فیلمبردار قدرت‌الله احسانی
- دستیاران فیلمبردار: ایرج محمودی، حسن درگزنی، آراکل باباخانیان، ادوارد امیر

این فیلم هشتمین محصول آژیرفیلم بود که یکسال تهیه آن به‌طول انجامید و در ۲۹ آذر ماه ۱۳۴۱ به نمایش درآمد.

## نسخه مرمت‌شده
فیلم دلهره در سال ۱۳۹۶ با همکاری فیلم‌خانه ملی ایران در مرکز مرمت فیلم بولونیا به همراه سه فیلم دیگر از خاچیکیان طوفان در شهر ما، ضربت و چهارراه حوادث مرمت شد.